# Ein Netz für Kinder

Logo 2014

Ein Netz für Kinder ist ein Förderprogramm der deutschen Bundesregierung für Internetangebote, die sich an die Zielgruppe Kinder richten. Pro Jahr stellt die Beauftragte der Bundesregierung für Kultur und Medien eine Million Euro für dieses Programm zur Verfügung. Ziel ist die "Produktion hochwertiger, überregionaler Informations-, Bildungs- und Unterhaltungsangebote für Kinder von sechs bis zwölf Jahren". Die Förderung konzentriert sich dabei auf neue Internetangebote, außerdem werden neue Module auf vorhandenen Internetseiten für Kinder unterstützt. Bis Oktober 2015 sind 75 geförderte Website online gegangen. Dazu zählen zum Beispiel Die Bösen Wölfe, die Hörspielseite Ohrka.de und TricKINO, insgesamt wurden 128 Projekte gefördert, das bedeutet, dass manche Websites auch mehrfach unterstützt worden sind.